# Groupe 4 des éliminatoires du Championnat d'Europe féminin de football 2017
 (avril 2016).
Si vous disposez d'ouvrages ou d'articles de référence ou si vous connaissez des sites web de qualité traitant du thème abordé ici, merci de compléter l'article en donnant les références utiles à sa vérifiabilité et en les liant à la section « Notes et références ».
Navigation
Groupe 3 Groupe 5
Cet article donne les résultats détaillés des matchs du Groupe 4 de la phase de groupes des éliminatoires pour l'Euro 2017 de football féminin.

## Classement
En fonction du règlement de l'UEFA relatif à cette compétition.
| Rang | Équipe    | Pts | J | G | N | P | Bp | Bc | Diff |  | Résultats (▼ dom., ► ext.) |     |     |     |     |     |
| ---- | --------- | --- | - | - | - | - | -- | -- | ---- |  | -------------------------- | --- | --- | --- | --- | --- |
| 1    | Suède     | 21  | 8 | 7 | 0 | 1 | 22 | 3  | +19  |  | Suède                      |     | 1-0 | 3-0 | 2-1 | 6-0 |
| 2    | Danemark  | 19  | 8 | 6 | 1 | 1 | 22 | 1  | +21  |  | Danemark                   | 2-0 |     | 6-0 | 4-0 | 4-0 |
| 3    | Pologne   | 10  | 8 | 3 | 1 | 4 | 10 | 16 | -6   |  | Pologne                    | 0-4 | 0-0 |     | 2-0 | 4-0 |
| 4    | Slovaquie | 9   | 8 | 3 | 0 | 5 | 11 | 13 | -2   |  | Slovaquie                  | 0-3 | 0-1 | 2-1 |     | 4-0 |
| 5    | Moldavie  | 0   | 8 | 0 | 0 | 8 | 1  | 33 | -32  |  | Moldavie                   | 0-3 | 0-5 | 1-3 | 0-4 |     |

- Qualifié directement pour l'Euro 2017
- Barragiste
- Éliminé de la compétition

## Résultats et calendrier
Le lien « Rapport » en bas de chaque feuille de match permet de voir davantage de détails vers la source UEFA.
| 17 septembre 2015 | Moldavie | 0 - 3   | Suède                                             | CSR Orhei, Orhei                           |                                            |
| 15 h 00 HEC       |          | (0 - 2) | Schough 1re · Schelin 42e (pen.) · Hammarlund 88e | Spectateurs : 350 Arbitrage : Riem Hussein | Spectateurs : 350 Arbitrage : Riem Hussein |
| 15 h 00 HEC       | Rapport  |         |                                                   | Spectateurs : 350 Arbitrage : Riem Hussein | Spectateurs : 350 Arbitrage : Riem Hussein |

| 22 septembre 2015 | Suède                               | 3 - 0   | Pologne | Gamla Ullevi, Gothenburg                    |                                             |
| 18 h 45 HEC       | Hurtig 21e · Schough 52e · Diaz 72e | (1 - 0) |         | Spectateurs : 5,460 Arbitrage : Morag Pirie | Spectateurs : 5,460 Arbitrage : Morag Pirie |
| 18 h 45 HEC       | Rapport                             |         |         | Spectateurs : 5,460 Arbitrage : Morag Pirie | Spectateurs : 5,460 Arbitrage : Morag Pirie |

| 22 octobre 2015 | Pologne                     | 2 - 0   | Slovaquie | Tychy City Stadium, Tychy                          |                                                    |
| 17 h 30 HEC     | Chudzik 18e · Grabowska 63e | (1 - 0) |           | Spectateurs : 6,041 Arbitrage : Stéphanie Frappart | Spectateurs : 6,041 Arbitrage : Stéphanie Frappart |
| 17 h 30 HEC     | Rapport                     |         |           | Spectateurs : 6,041 Arbitrage : Stéphanie Frappart | Spectateurs : 6,041 Arbitrage : Stéphanie Frappart |

|             | Danemark                                     | 4 - 0   | Moldavie | Viborg Stadion, Viborg                        |                                               |
| 19 h 00 HEC | Troelsgaard 24e · Harder 35e · Nadim 52e 89e | (2 - 0) |          | Spectateurs : 3,303 Arbitrage : Olga Zadinová | Spectateurs : 3,303 Arbitrage : Olga Zadinová |
| 19 h 00 HEC | Rapport                                      |         |          | Spectateurs : 3,303 Arbitrage : Olga Zadinová | Spectateurs : 3,303 Arbitrage : Olga Zadinová |

| 26 octobre 2015 | Slovaquie                                                          | 4 - 0   | Moldavie | NTC Senec, Senec                                         |                                                          |
| 17 h 00 HEC     | Bíróová 50e · Fecková 81e · Škorvánková 85e · Vojteková 87e (pen.) | (0 - 0) |          | Spectateurs : 315 Arbitrage : Mihaela Gurdon Basimamović | Spectateurs : 315 Arbitrage : Mihaela Gurdon Basimamović |
| 17 h 00 HEC     | Rapport                                                            |         |          | Spectateurs : 315 Arbitrage : Mihaela Gurdon Basimamović | Spectateurs : 315 Arbitrage : Mihaela Gurdon Basimamović |

| 27 octobre 2015 | Suède     | 1 - 0   | Danemark | Gamla Ullevi, Gothenburg                         |                                                  |
| 18 h 45 HEC     | Seger 59e | (0 - 0) |          | Spectateurs : 11,244 Arbitrage : Kateryna Monzul | Spectateurs : 11,244 Arbitrage : Kateryna Monzul |
| 18 h 45 HEC     | Rapport   |         |          | Spectateurs : 11,244 Arbitrage : Kateryna Monzul | Spectateurs : 11,244 Arbitrage : Kateryna Monzul |

| 26 novembre 2015 | Slovaquie | 0 - 1   | Danemark        | NTC Senec, Senec                               |                                                |
| 19 h 00 HEC      |           | (0 - 1) | Troelsgaard 34e | Spectateurs : 420 Arbitrage : Knarik Grigoryan | Spectateurs : 420 Arbitrage : Knarik Grigoryan |
| 19 h 00 HEC      | Rapport   |         |                 | Spectateurs : 420 Arbitrage : Knarik Grigoryan | Spectateurs : 420 Arbitrage : Knarik Grigoryan |

| 27 novembre 2015 | Moldavie     | 1 - 3   | Pologne                                    | CSR Orhei, Orhei                            |                                             |
| 12 h 00 HEC      | Andone 90+3e | (0 - 0) | Pajor 56e · Daleszczyk 63e · Grabowska 81e | Spectateurs : 40 Arbitrage : Viola Raudziņa | Spectateurs : 40 Arbitrage : Viola Raudziņa |
| 12 h 00 HEC      | Rapport      |         |                                            | Spectateurs : 40 Arbitrage : Viola Raudziņa | Spectateurs : 40 Arbitrage : Viola Raudziņa |

| 1er décembre 2015 | Moldavie | 0 - 4   | Slovaquie                                     | CSR Orhei, Orhei                                |                                                 |
| 12 h 00 HEC       |          | (0 - 2) | Fecková 28e 54e · Ondrušová 32e · Bíróová 86e | Spectateurs : 50 Arbitrage : Gordana Kuzmanović | Spectateurs : 50 Arbitrage : Gordana Kuzmanović |
| 12 h 00 HEC       | Rapport  |         |                                               | Spectateurs : 50 Arbitrage : Gordana Kuzmanović | Spectateurs : 50 Arbitrage : Gordana Kuzmanović |

| 7 avril 2016 | Pologne | 0 - 0 | Danemark | Tychy City Stadium, Tychy                     |                                               |
| 20 h 00 HEC  |         |       |          | Spectateurs : 5,248 Arbitrage : Sandra Bastos | Spectateurs : 5,248 Arbitrage : Sandra Bastos |
| 20 h 00 HEC  | Rapport |       |          | Spectateurs : 5,248 Arbitrage : Sandra Bastos | Spectateurs : 5,248 Arbitrage : Sandra Bastos |

| 8 avril 2016 | Slovaquie | 0 - 3   | Suède                                            | NTC Poprad, Poprad                              |                                                 |
| 17 h 00 HEC  |           | (0 - 1) | Appelqvist 27e · Sembrant 55e · Blackstenius 63e | Spectateurs : 646 Arbitrage : Eleni Lampadariou | Spectateurs : 646 Arbitrage : Eleni Lampadariou |
| 17 h 00 HEC  | Rapport   |         |                                                  | Spectateurs : 646 Arbitrage : Eleni Lampadariou | Spectateurs : 646 Arbitrage : Eleni Lampadariou |

| 12 avril 2016 | Slovaquie                            | 2 - 1   | Pologne        | NTC Poprad, Poprad                             |                                                |
| 17 h 30 HEC   | Vojteková 76e (pen.) · Hmírová 90+3e | (0 - 1) | Daleszczyk 30e | Spectateurs : 356 Arbitrage : Esther Azzopardi | Spectateurs : 356 Arbitrage : Esther Azzopardi |
| 17 h 30 HEC   | Rapport                              |         |                | Spectateurs : 356 Arbitrage : Esther Azzopardi | Spectateurs : 356 Arbitrage : Esther Azzopardi |

| 2 juin 2016 | Pologne | 0 - 4   | Suède                                                | Stadion ŁKS, Łódź                             |                                               |
| 18 h 00 HEC |         | (0 - 1) | Ilestedt 40e · Schelin 60e · Asllani 70e · Rolfö 87e | Spectateurs : 1,724 Arbitrage : Olga Zadinová | Spectateurs : 1,724 Arbitrage : Olga Zadinová |
| 18 h 00 HEC | Rapport |         |                                                      | Spectateurs : 1,724 Arbitrage : Olga Zadinová | Spectateurs : 1,724 Arbitrage : Olga Zadinová |

|             | Danemark                                              | 4 - 0   | Slovaquie | Viborg Stadion, Viborg                          |                                                 |
| 19 h 00 HEC | Harder 28e · Nadim 49e 60e (pen.) · Troelsgaard 90+3e | (1 - 0) |           | Spectateurs : 3,412 Arbitrage : Carina Vitulano | Spectateurs : 3,412 Arbitrage : Carina Vitulano |
| 19 h 00 HEC | Rapport                                               |         |           | Spectateurs : 3,412 Arbitrage : Carina Vitulano | Spectateurs : 3,412 Arbitrage : Carina Vitulano |

| 6 juin 2016 | Suède                                                                 | 6 - 0   | Moldavie | Gamla Ullevi, Gothenburg                             |                                                      |
| 17 h 45 HEC | Munteanu 34e (csc) · Asllani 41e 61e · Rolfö 48e 88e · Berglund 90+3e | (2 - 0) |          | Spectateurs : 9,168 Arbitrage : Graziella Pirriatore | Spectateurs : 9,168 Arbitrage : Graziella Pirriatore |
| 17 h 45 HEC | Rapport                                                               |         |          | Spectateurs : 9,168 Arbitrage : Graziella Pirriatore | Spectateurs : 9,168 Arbitrage : Graziella Pirriatore |

| 7 juin 2016 | Danemark                                                 | 6 - 0   | Pologne | Viborg Stadion, Viborg                         |                                                |
| 19 h 00 HEC | Troelsgaard 18e 27e 62e · Harder 24e 41e · Rasmussen 53e | (4 - 0) |         | Spectateurs : 4,611 Arbitrage : Efthalia Mitsi | Spectateurs : 4,611 Arbitrage : Efthalia Mitsi |
| 19 h 00 HEC | Rapport                                                  |         |         | Spectateurs : 4,611 Arbitrage : Efthalia Mitsi | Spectateurs : 4,611 Arbitrage : Efthalia Mitsi |

| 15 septembre 2016 | Suède                           | 2 - 1   | Slovaquie      | Gamla Ullevi, Gothenburg                                |                                                         |
| 18 h 45 HEC       | Appelqvist 23e · Hammarlund 65e | (1 - 0) | Fischerová 59e | Spectateurs : 11,460 Arbitrage : Anastasia Pustovoitova | Spectateurs : 11,460 Arbitrage : Anastasia Pustovoitova |
| 18 h 45 HEC       | Rapport                         |         |                | Spectateurs : 11,460 Arbitrage : Anastasia Pustovoitova | Spectateurs : 11,460 Arbitrage : Anastasia Pustovoitova |

|             | Moldavie | 0 - 5   | Danemark                          | Stade Zimbru, Chișinău                       |                                              |
| 19 h 00 HEC |          | (0 - 3) | Nadim 3e 68e · Harder 18e 33e 74e | Spectateurs : 980 Arbitrage : Eleni Antoniou | Spectateurs : 980 Arbitrage : Eleni Antoniou |
| 19 h 00 HEC | Rapport  |         |                                   | Spectateurs : 980 Arbitrage : Eleni Antoniou | Spectateurs : 980 Arbitrage : Eleni Antoniou |

| 20 septembre 2016 | Pologne                                                       | 4 - 0   | Moldavie | Stadion Miejski Osir, Włocławek                  |                                                  |
| 18 h 00 HEC       | Pajor 43e · Daleszczyk 64e · Arnautu 68e (csc) · Winczo 90+1e | (1 - 0) |          | Spectateurs : 2,254 Arbitrage : Simona Ghisletta | Spectateurs : 2,254 Arbitrage : Simona Ghisletta |
| 18 h 00 HEC       | Rapport                                                       |         |          | Spectateurs : 2,254 Arbitrage : Simona Ghisletta | Spectateurs : 2,254 Arbitrage : Simona Ghisletta |

|             | Danemark                  | 2 - 0   | Suède | Viborg Stadion, Viborg                        |                                               |
| 19 h 00 HEC | Rasmussen 12e · Nadim 47e | (1 - 0) |       | Spectateurs : 7,432 Arbitrage : Jana Adámková | Spectateurs : 7,432 Arbitrage : Jana Adámková |
| 19 h 00 HEC | Rapport                   |         |       | Spectateurs : 7,432 Arbitrage : Jana Adámková | Spectateurs : 7,432 Arbitrage : Jana Adámková |

## Meilleures buteuses
7 buts
- Pernille Harder
- Nadia Nadim

6 buts
- Sanne Troelsgaard Nielsen